# José Vicente Huertas Vargas
José Vicente Huertas Vargas (ur. 12 kwietnia 1940 w Ramiriqui, zm. 10 sierpnia 2023 w Bogocie) – kolumbijski duchowny katolicki, biskup diecezji Garagoa w latach 2000–2017.

## Życiorys
Studiował filozofię i teologię w seminarium duchownym w Tunja. W 1972 ukończył studia z matematyki i fizyki na Uniwersytecie Pedagogiczno-Technologicznym w tymże mieście, zaś w 1979 uzyskał tytuł licencjata nauk społecznych na Papieskim Uniwersytecie Gregoriańskim w Rzymie.
Święcenia kapłańskie przyjął 11 lutego 1967. Był m.in. profesorem seminarium w Tunja i rektorem Instytutu Uniwersyteckiego Juana de Castellanosa.

### Episkopat
23 czerwca 2000 został mianowany przez papieża Jana Pawła II biskupem diecezji Garagoa. Sakry biskupiej udzielił mu 4 sierpnia tegoż roku ówczesny nuncjusz apostolski w Kolumbii, abp Beniamino Stella.
15 czerwca 2017 przeszedł na emeryturę.